# Roger Zuber
Pour les articles homonymes, voir Zuber.
Roger Zuber, né le 16 mai 1931 à Mulhouse et mort le 17 juin 2017 dans le 12e arrondissement de Paris, est dix-septiémiste et classiciste, professeur de littérature française à l'université Paris-Sorbonne. Il est président de la Société de l'histoire du protestantisme français (1990-1996).  

## Biographie
Il est reçu à l'École normale supérieure en 1951. Il est maître de conférences à l'université de Reims. Il soutient en mai 1968 sa thèse d'État, intitulée Les « Belles Infidèles » et la formation du goût classique, pour laquelle il reçoit le prix Broquette-Gonin. Il enseigne durant deux ans à l'université McGill (1969-1971). Il est ensuite nommé professeur à l'université de Reims, puis professeur de littérature française à l’université Paris-Nanterre (1973-1988) et à l'université Paris-IV (1988-1997). Il est membre du Centre d'étude de la langue et des littératures françaises (UMR 8599) et de la Société d'étude du XVIIe siècle, dont il dirige la revue de 1988 à 1991.
Ses recherches portent sur la littérature française du XVIIe siècle, notamment aux essais de traduction/transposition en français d’œuvres latines et grecques durant cette période, connues comme les belles infidèles, notamment chez Jean-Louis Guez de Balzac et Nicolas Perrot d'Ablancourt.
Il s'intéresse également à l'histoire du protestantisme, et notamment aux élites intellectuelles protestantes depuis la fin du XVIe siècle jusqu'au début du XVIIIe siècle. Il est président de la Société de l'histoire du protestantisme français (1990-1996).
En 1989, il reçoit la médaille du Club cévenol. Il meurt le 17 juin 2017 dans le 12e arrondissement de Paris.

## Publications
- Les « Belles Infidèles » et la formation du goût classique: Perrot d'Ablancourt et Guez de Balzac, Armand Colin, 1968
- (coll.) Littérature française du XVIIe siècle, Puf, 1992, 448 p.  (ISBN 978-2130449430)
- avec Micheline Cuénin, Littérature française 4 : le classicisme, Arthaud, 1984, 351 p.
- La Littérature française du XVIIe siècle, Paris, Puf, coll. « Que sais-je », 1992.
- Les Émerveillements de la raison. Classicismes littéraires du XVIIe siècle français, Paris, Klincksieck, 1997.
- avec Laurent Theis, La Révocation de l’édit de Nantes et le protestantisme français en 1685 : Actes de colloque de Paris (15-19 octobre 1985), Paris, Société de l'histoire du protestantisme français, 1986, 392 p. (BNF 34906742).

## Distinctions
- 1969 : prix Broquette-Gonin (littérature) de l'Académie française, pour Les « Belles infidèles » et la formation du goût classique[5]
- 1990-1996 : président de la Société de l'histoire du protestantisme français
- Membre d'honneur de la Société d'étude du XVIIe siècle[6]